# Hachijō-jima
Hachijō-jima (八丈島 (Bát Trượng đảo)) là một hòn đảo núi lửa của Nhật Bản nằm trên biển Philippines. Đảo này nằm cách các quận đặc biệt của Tokyo trên đảo lớn Honshū 287 kilômét (178 mi) về phía nam. Nó thuộc về quần đảo Izu và nằm trong vườn quốc gia Fuji-Hakone-Izu. Về hành chính, nó thuộc thị trấn (町) Hachijō. Đến 1 tháng 3 năm 2018, đảo có dân số là 7.522 người, với diện tích 63 km². Tiếng Hachijō là bản ngữ của một bộ phận dân cư, dù nó đang chịu sự đe doạ với số lượng người nói chính xác không rõ. Hòn đảo đã có người ở từ thời Jōmon và từ thời Edo đã là địa điểm đày tù nhân. Vào thời hiện đại, đây là nơi sản xuất mía, nơi đặt căn cứ tàu ngầm bí mật trong Chiến tranh thế giới thứ II và giờ là địa điểm du lịch nổi tiếng tại Nhật Bản.
Hachijō-jima nhận lượng giáng thủy 3.000 milimét (120 in) mỗi năm. Với khí hậu cận nhiệt đới ẩm, nhiệt độ trung bình cao 21 °C (70 °F), hòn đảo và vùng biển xung quanh là nơi cư trú cho hệ động thực vật đa dạng. Điểm cao nhất quần đảo Izu, đỉnh một núi lửa còn hoạt động loại C, nằm tại đây. Giao thông đến đảo đều thông qua phà hoặc đường hàng không. Trên đảo có nhiều quán trọ kiểu Nhật, nhà nghỉ suối nước nóng, khách sạn để làm nơi trú chân cho du khách. Đảo thu hút cả người leo núi, lướt ván lẫn lặn biển. Ẩm thực Hachijō-jima có dấu ấn riêng, với shimazushi, kusaya cùng nhiều món khác có nguyên liệu là cây ashitaba địa phương.

## Địa lý và con người

### Vị trí
Hachijō-jima nằm cách bán đảo Izu khoảng 200 kilômét (120 mi) về phía nam, cách Tokyo khoảng 287 kilômét (178 mi) về phía nam, nằm trong biển Philippines. Hòn Hachijō-kojima nhỏ hơn cách Hachijō-jima 7,5 kilômét (4,7 mi) về phía tây bắc, và có thể được nhìn thấy từ Nishiyama. Thái Bình Dương nằm về phía đông, với khoảng Mikura-jima cách 79 kilômét (49 mi) về phía bắc Aogashima khoảng 64 kilômét (40 mi) về phía nam. Hòn đảo nằm trong phạm vi vườn quốc gia Fuji-Hakone-Izu.

### Hành chính
Hachijō-jima thuộc về thị trấn (町) Hachijō, bao gồm Hachijō-jima lẫn Hachijō-kojima (không có người ở) lân cận. Hachijō bao gồm 5 phân khu (làng): Mitsune (三根), Nakanogo (中之郷), Kashitate (樫立), Sueyoshi (末吉), Ōkago (大賀郷).

### Dân số
Dân số Hachijō-jima tính đến ngày 1 tháng 3 năm 2018 là 7.522 người.

### Ngôn ngữ
Tiếng Hachijō là hậu duệ duy nhất của tiếng Nhật Thượng đại miền Đông. Không rõ số lượng người nói chính xác; nó nằm trong danh mục ngôn ngữ bị đe doạ của UNESCO, và, nếu không có biệt pháp bảo vệ, có thể sẽ biến mất vào năm 2050.

### Khí hậu
Hachijō-jima có khí hậu cận nhiệt đới ẩm (phân loại khí hậu Köppen Cfa) với mùa hè rất ấm, mùa đông dịu. Có mưa rải rác quanh năm, tuy có phần nào ít hơn vào mùa đông.
| Dữ liệu khí hậu của Hachijō-jima         | Dữ liệu khí hậu của Hachijō-jima | Dữ liệu khí hậu của Hachijō-jima | Dữ liệu khí hậu của Hachijō-jima | Dữ liệu khí hậu của Hachijō-jima | Dữ liệu khí hậu của Hachijō-jima | Dữ liệu khí hậu của Hachijō-jima | Dữ liệu khí hậu của Hachijō-jima | Dữ liệu khí hậu của Hachijō-jima | Dữ liệu khí hậu của Hachijō-jima | Dữ liệu khí hậu của Hachijō-jima | Dữ liệu khí hậu của Hachijō-jima | Dữ liệu khí hậu của Hachijō-jima | Dữ liệu khí hậu của Hachijō-jima |
| Tháng                                    | 1                                | 2                                | 3                                | 4                                | 5                                | 6                                | 7                                | 8                                | 9                                | 10                               | 11                               | 12                               | Năm                              |
| ---------------------------------------- | -------------------------------- | -------------------------------- | -------------------------------- | -------------------------------- | -------------------------------- | -------------------------------- | -------------------------------- | -------------------------------- | -------------------------------- | -------------------------------- | -------------------------------- | -------------------------------- | -------------------------------- |
| Cao kỉ lục °C (°F)                       | 20.7 (69.3)                      | 21.9 (71.4)                      | 22.4 (72.3)                      | 26.3 (79.3)                      | 27.4 (81.3)                      | 30.4 (86.7)                      | 31.9 (89.4)                      | 33.5 (92.3)                      | 33.2 (91.8)                      | 29.8 (85.6)                      | 26.3 (79.3)                      | 22.8 (73.0)                      | 33.5 (92.3)                      |
| Trung bình ngày tối đa °C (°F)           | 12.7 (54.9)                      | 13.3 (55.9)                      | 15.5 (59.9)                      | 18.7 (65.7)                      | 21.2 (70.2)                      | 23.4 (74.1)                      | 27.2 (81.0)                      | 29.3 (84.7)                      | 27.5 (81.5)                      | 23.6 (74.5)                      | 19.7 (67.5)                      | 15.7 (60.3)                      | 20.7 (69.2)                      |
| Trung bình ngày °C (°F)                  | 10.1 (50.2)                      | 10.2 (50.4)                      | 12.2 (54.0)                      | 15.6 (60.1)                      | 18.3 (64.9)                      | 20.9 (69.6)                      | 24.9 (76.8)                      | 26.3 (79.3)                      | 24.5 (76.1)                      | 20.7 (69.3)                      | 16.7 (62.1)                      | 12.7 (54.9)                      | 17.8 (64.0)                      |
| Tối thiểu trung bình ngày °C (°F)        | 7.5 (45.5)                       | 7.5 (45.5)                       | 9.0 (48.2)                       | 12.9 (55.2)                      | 16.0 (60.8)                      | 19.0 (66.2)                      | 22.9 (73.2)                      | 23.9 (75.0)                      | 22.2 (72.0)                      | 18.3 (64.9)                      | 13.9 (57.0)                      | 9.7 (49.5)                       | 15.2 (59.4)                      |
| Thấp kỉ lục °C (°F)                      | −1.8 (28.8)                      | −2.0 (28.4)                      | 1.5 (34.7)                       | 4.5 (40.1)                       | 8.7 (47.7)                       | 14.1 (57.4)                      | 16.6 (61.9)                      | 19.8 (67.6)                      | 15.1 (59.2)                      | 12.0 (53.6)                      | 7.0 (44.6)                       | 1.4 (34.5)                       | −2.0 (28.4)                      |
| Lượng Giáng thủy trung bình mm (inches)  | 190.0 (7.48)                     | 202.9 (7.99)                     | 308.6 (12.15)                    | 226.8 (8.93)                     | 251.2 (9.89)                     | 380.5 (14.98)                    | 224.6 (8.84)                     | 179.3 (7.06)                     | 338.9 (13.34)                    | 465.9 (18.34)                    | 250.7 (9.87)                     | 182.9 (7.20)                     | 3.202,3 (126.07)                 |
| Số ngày giáng thủy trung bình (≥ 0.5 mm) | 15.8                             | 15.0                             | 18.3                             | 13.8                             | 14.5                             | 15.6                             | 12.5                             | 12.4                             | 15.6                             | 17.4                             | 14.3                             | 14.8                             | 180                              |
| Độ ẩm tương đối trung bình (%)           | 71                               | 68                               | 69                               | 80                               | 86                               | 96                               | 92                               | 86                               | 86                               | 82                               | 73                               | 70                               | 80                               |
| Số giờ nắng trung bình tháng             | 85.7                             | 83.8                             | 122.3                            | 133.5                            | 135.6                            | 91.8                             | 118.5                            | 170.0                            | 134.2                            | 106.8                            | 108.1                            | 108.2                            | 1.398,5                          |
| Nguồn: JMA (1981–2010)                   |                                  |                                  |                                  |                                  |                                  |                                  |                                  |                                  |                                  |                                  |                                  |                                  |                                  |

## Địa chất

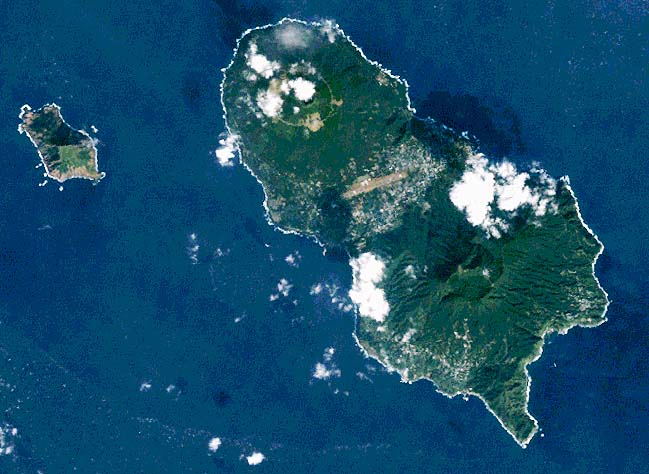
Hachijō-jima (phải) và Hachijō-kojima (trái)

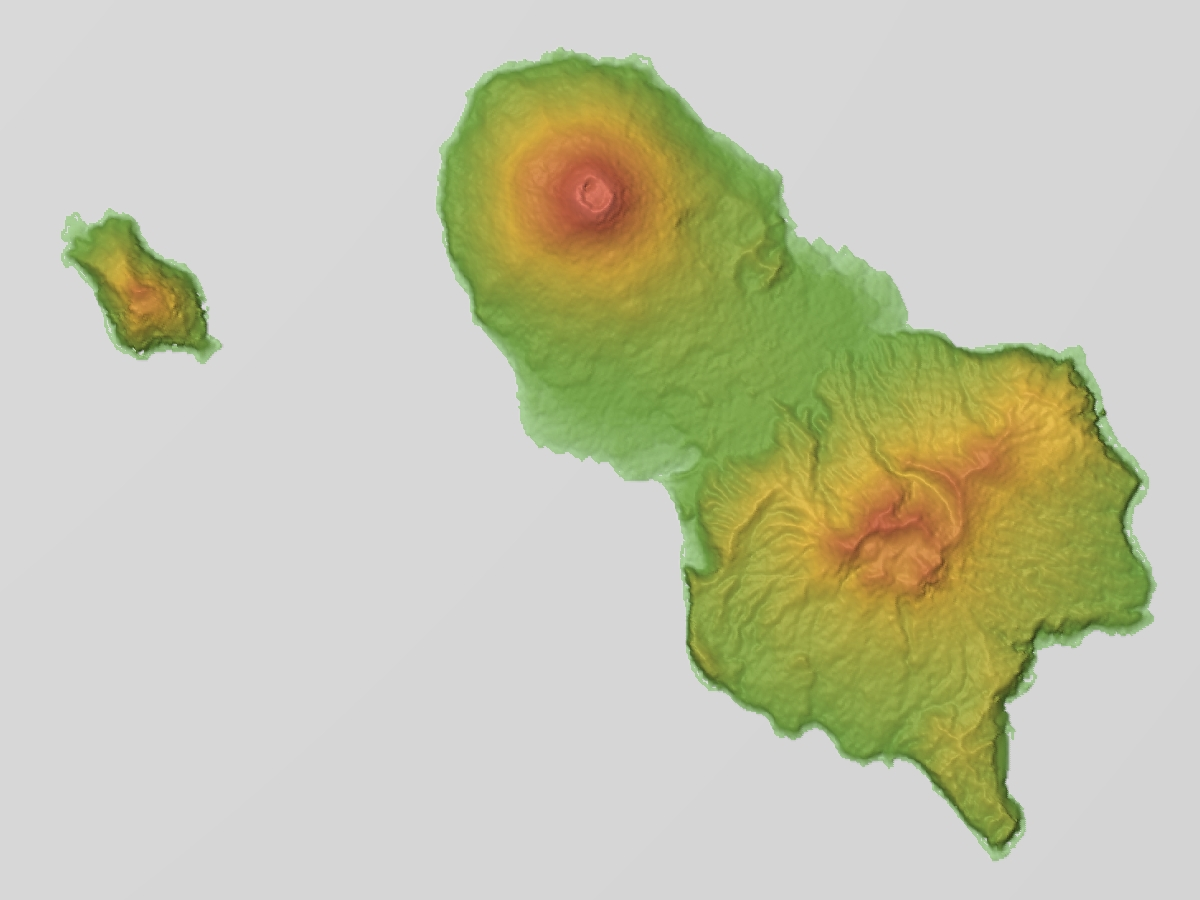
Bản đồ địa hình

Hachijō-jima là một đảo núi lửa kép với chiều dài 14,5 kilômét (9 dặm) và đạt 8 kilômét (5 dặm) ở chỗ rộng nhất. Hòn đảo được tạo nên từ hai núi lửa dạng tầng. Higashi-yama (東山 (Đông sơn)) (còn gọi là Mihara-yama (三原山 (Tam Nguyên sơn))) có độ cao 701 mét (2.300 ft), hoạt động từ khoảng 100.000 TCN đến khoảng 1700 TCN. Nó có một hõm chảo đặc trưng và sườn núi xói mòn.
Nishi-yama (西山 (Tây sơn)) (còn gọi là Hachijō-fuji (八丈富士 (Bát Trượng Phú Sĩ))) có độ cao 854,3 mét (2.803 ft). Đỉnh núi là điểm cao nhất của đảo lẫn toàn quần đảo Izu. Trên đỉnh là một hõm chảo nông với đường kính 400 mét (1.300 foot), độ sâu chừng 50 mét (160 foot). Đây là một núi lửa đang hoạt động loại C theo Cục Khí tượng Nhật Bản, phun trào vào năm 1487, 1518–1523, 1605, với hoạt động địa chấn tiếp diễn đến tận năm 2002. Giữa hai đỉnh là hơn 20 miệng phun trên sườn núi và nón núi lửa.